# Новоандреевка (Васильковский район)
Новоандреевка (укр. Новоандріївка) — село,
Зеленогайский сельский совет,
Васильковский район,
Днепропетровская область,
Украина.
Код КОАТУУ — 1220785506. Население по переписи 2001 года составляло 324 человека.

## Географическое положение
Село Новоандреевка находится на расстоянии в 2,5 км от сёл Хвыли и Долгое.